# Typ C (1943)
Die U-Boot-Klasse Typ C (jap. 甲標的丙型[潜水艦], kō-hyōteki hei-gata [sensuikan], „Zielscheibe A, Typ-C-[U-Boot]“) war eine in Serie produzierte Kleinst-U-Boot-Klasse der Kaiserlich Japanischen Marine. Sie ging aus dem 1942 nur als Prototyp gebauten Typ B hervor. Im Juni 1944 wurde diese Klasse vom Typ D abgelöst.

## Entwicklungsgeschichte
Die ersten Konzeptionen der Klasse Typ C (eigentlich hei aus dem kō-otsu-hei-tei-Nummerierungssystem) lagen 1943 der japanischen Marineführung vor. Sie resultierten aus den technischen und praktischen Erfahrungen des Erprobungsschiffes Ha 53 (Typ B) und wiesen kaum echte Neuerungen auf. Alle wichtigen Hauptabmessungen wurden vom Typ B unverändert übernommen. Dies betraf sowohl die Besatzungsstärke von drei Personen, wie auch die Primärbewaffnung, die aus zwei übereinanderliegenden Torpedos im Bug bestand. Die Reichweite betrug bei Überwasserfahrt 350 sm bei 6,5 kn Marschgeschwindigkeit bzw. bei Unterwasserfahrt 120 sm bei 4 kn. Die Verlegung der Boote in Operationsgebiete, die außerhalb seiner Reichweite lagen, erfolgte mittels der eigens dafür hergestellten Landungsschiffe der Yusōkan Nr.1-Klasse. Im Einsatzgebiet angekommen konnten die Boote, die zuvor auf dem Deck der Transporter festgemacht waren, durch Gleitschienen zu Wasser gebracht werden.
Einzelne Gefechtshandlungen sind kriegsbedingt nicht mehr dokumentiert. Fest steht jedoch, dass die Boote des Typs C in der Schlacht um Iwojima sowie der Schlacht um Okinawa eingesetzt waren. Erfolge, die diesem Typ zugeschrieben werden können, sind nicht bekannt beziehungsweise wurden von US-amerikanischer Seite nach dem Krieg nicht bestätigt.
Ein Boot des Typs C wurde zum Minenleger umgebaut und erhielt die Bezeichnung Typ M-Kanamono. Es konnte statt der zwei Torpedos vier Seeminen mitführen.

## Einheiten und Verbleib
Ha-62-76 lief 1944 vor Guam auf Grund, so dass sich die Besatzung drei Tage später ergab. Nach Kaperung sah die United States Navy sie für eine spätere Ausstellung vor, die von 1944 bis 1952 im Camp Dealy erfolgte. Nach Schließung dieser Militärbasis wurde das Kleinst-U-Boot an seinen heutigen Standort verlegt. Sie ist im Stützpunkt „Commander Naval Forces Marianas“ im T. Stell Newman Visitor Center der United States Navy auf Guam ausgestellt ist.
Das Kleinst-U-Boot ist seit dem 3. Februar 1999 als Konstruktion im National Register of Historic Places der Vereinigten Staaten verzeichnet.